# 張新 (競走運動員)
張新（1989年8月17日—），中国女子竞走运动员，天津師範大學學生，在第29屆夏季世界大學運動會女子20公里競走項目中獲得亞軍，為2017年世大運中國代表團奪得田徑銀牌。

## 外部連結
- 張新在的頁面